# Dłużynka dwukropkowa
Dłużynka dwukropkowa (Oberea oculata) – gatunek chrząszcza z rodziny kózkowatych i podrodziny zgrzypikowych.

## Opis

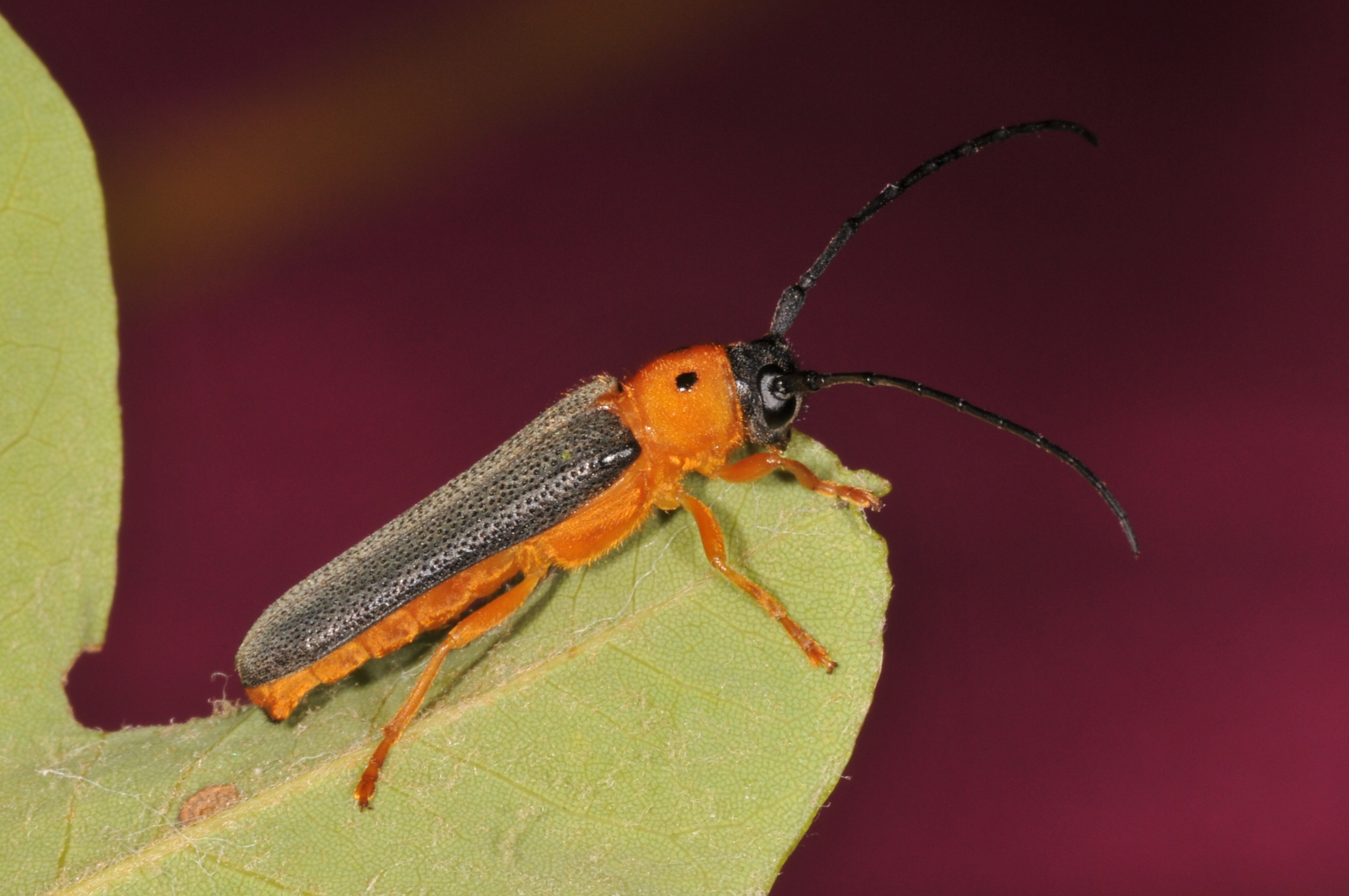
Imago z boku

Ciało imago smukłe i podłużne, o długości 15-23 mm. Głowa czarna, podobnie jak czułka. Przedplecze pomarańczowe, z wyjątkiem dwóch czarnych kropek w jego środkowej części. Pokrywy szare bądź niebieskawe, czarno punktowane, nieco szersze u nasady. Nogi i odwłok w pełni pomarańczowe.
Larwy o charakterystycznym dla rodziny wyglądzie, dorastają do 30 mm.

## Biologia
Imagines latają od połowy czerwca do września, najczęściej na łozowiskach i innych obszarach, gdzie rosną wierzby (Salix), będące jedynym źródłem pokarmu chrząszczy. Dorosłe dłużynki zjadają liście oraz młode pędy drzew, natomiast larwy poszukują pożywienia wewnątrz gałęzi. Żerowanie stwierdzono na większości europejskich gatunków wierzb, jednak preferowanym drzewem żywicielskim wydaje się być wierzba iwa (Salix caprea). Samice dłużynek często spotykane są popołudniami i wieczorami, poszukując w locie nowych żerowisk oraz miejsc do złożenia jaj. Jaja składane są w zagłębieniach wyrzeźbionych w korze przez samice za pomocą swoich żuwaczek. Po około dwóch tygodniach tkanka kory obok nacięcia zaczyna się regenerować, tworząc wokół jaj coś w rodzaju komory. Po wykluciu się larwa początkowo żeruje w górnej części łyka, by z czasem wydrążyć tunel aż do rdzenia. Trociny i odchody wyrzucane są na zewnątrz przez otwór wejściowy do drewna, jak również przez dodatkowe otwory wentylacyjne. Wydrążony tunel mierzy najczęściej do 12 cm długości. Cykl larwalny trwa najczęściej dwa lata. Do przepoczwarzenia dochodzi wewnątrz wyżłobionej przez larwę w drewnie komory. Pędy zasiedlone przez larwy dłużynek po roku lub dwóch latach usychają, dlatego chrząszcz bywa uznawany za szkodnika plantacji wikliny.

## Występowanie
Dłużynka dwukropkowa rozpowszechniona jest w całej Europie i uznawana jest tam za gatunek pospolity, jednak wydaje się być rzadsza na południu kontynentu. W Azji wykazywana z północy Kazachstanu i Chin, a także z Korei.
W Polsce występuje na całym obszarze kraju, z wyjątkiem wyższych partii górskich. 